# Clements High School
William P. Clements High School, mais comummente conhecida como Clements High School, é uma escola pública em First Colony em Sugar Land no estado americano do Texas, nomeado em homenagem ao o ex-governador do Texas, Bill Clements, e é uma parte do distrito escolar independente de Fort Bend. A escola atende na maioria a Primeira Colônia, e uma porção de Telfair. Previamente serviu para secções de Riverstone.
A Clements High School foi reconhecida pelo Texas Monthly magazine em sua lista de melhores escolas de ensino médio no sul do estado do Texas. No US News magazine de 2015, Clements ficou classificada como 66ª de 27.000 dos Estados Unidos. Em 2010 e 2011, foi classificada como Exemplar.

## História
Clements foi ocupada em 1983, tornando-se FBISD terceira escola de Ensino Médio.
A escola foi nomeada como homenagem a William P. Clements.
Em 2009, Lee Crews, ex-diretor das escolas First Colony Middle School e Quail Valley Middle School, foi nomeado diretor principal de Clements. Em 2011, Kenneth Gregorski, anteriormente da Crockett Middle School, foi nomeado diretor principal. Em 2013, David Yaffie, anteriormente da Baines Middle School, foi nomeado diretor principal. Anteriormente, ele atuou como diretor-assistente no final da década de 1990 e início de 2000.

## Acadêmicos
Em 2014, Clements foi classificada como número 10 na categora Melhores Escolas de Ensino médio em Ciência e Matemática da Área de Houston, e foi listada como número 3 na Melhores Escolas de ensino médio em Houston-Área. As médias do SAT de 2011 foram: Leitura Crítica 559, Matemática 608, e Redação 573. Clements é, muitas vezes, reconhecida como uma das melhores escolas de ensino médio no estado do Texas, e foi classificada como "Exemplar" pelo Texas Education Agency por cerca de 15 anos.

## Atividades extracurriculares
A Clements High School hospedou o Texas French Symposium em 2011. A Clements High School Band é muito bem sucedida. A banda de concerto ganha sweepstakes na temporada de concertos do UIL na maioria das vezes. A banda marcial avança para o UIL State Marching Contest a cada ano elegível e é colocada em boas posições em concursos de marcha em todo o estado.
Clements participou em 2016 do National Science Bowl, terminando em terceiro lugar com um calouro da equipe.
Clements tem o maior número de graus Nacional de Discurso e Debate na Associação do Distrito do Leste do Texas, tornando-se uma escola proeminente em discurso e debate. A escola tem obtido o primeiro lugar no Torneio da Associação Forense do Estado do Texas no Fórum Público de Debate em 2009, no Congresso Debate, em 2013, e no Fórum Público de Debate em 2015. Em 2016, Clements foi a vice-campeã em Lincoln Douglas Debate no Torneio dos Campeões.

## Alimentador de padrões
As seguintes escolas de ensino fundamental passam seus alunos para a Clements :
- Colony Bend
- Austin Parkway (parcial)
- Colony Meadows
- Commonwealth (parcial)
- Settlers Way (parcial)
- Cornerstone

As seguintes escolas de nímel médio passam seus alunos para a Clements:
- Fort Settlement Middle School (parcial) (FSMS)
- First Colony Middle School (parcial) (FCMS)
- Sartartia Middle School (parcial) (SMS)

## Demografia
A partir da Primavera de 2015:
- Índio Americano/Nativo Do Alasca 0.43%
- Asiáticos 48.76%
- Negros/Afro-Americanos 6.68%
- Nativos Do Havaí/Ilhas Do Pacífico 0.12%
- Branco 30,14%
- Hispânico ou Latino 11.28%
- 2 ou mais raças 2.59%

## Notáveis ex-alunos
- Craig Ackerman - play-by-play locutor para a NBA Houston Rockets[9]
- Matt Albers - Major League Baseball pitcher, Washington Nacionais[10]
- Derek Carr - Quarterback da NFL Oakland Raiders[11]
- Jennifer Don - Medalhista Nacional de Patinação artística pelos EUA,[12] Medalhista de bronze World Junior, Campeã Nacional de Taiwan
- [13]
- JC Gonzalez - ator, compositor, cantor;[14] participou da série Victorious, Parks and Recreation, Blue (web série), Los Americans e outros.
- Argila Helton - Treinador de futebol, USC[15]
- Tyson Helton - Treinador de futebol[16]
- K. J. Noons - Profissional de artes marciais, ganhou o inaugural do EliteXC Lightweight Championship, e o UFC Welterweight[17]
- Mark Quinn - Major League Baseball outfielder, Kansas City Royals[18]
- Bryan Stoltenberg - Atacante da NFL San Diego Chargers, The New York Giants, Carolina Panthers; membro do College Football All-America Team em 1995.[19]
- Allison Tolman - atriz, interpretou Molly Solverson série de televisão Fargo na FX.[20]
- Patrick Wang - ator, escritor, diretor.[21]
- Kevin Wu - Vlogger do YouTube